# 로날드 고메스
로날드 고메스 고메스(스페인어: Rónald Gómez Gómez, 1975년 1월 24일 ~ )는 코스타리카의 은퇴한 축구 선수이며, 포지션은 스트라이커였다. 그는 한때 코스타리카 대표팀에서 파울로 완초페와 주전 공격수로 호흡을 맞춘 바 있다.

## 국가대표팀
2002년 FIFA 월드컵
고메스는 2002년 첫 월드컵에 출전했으며 중국과의 첫 경기와 브라질과의 최종전에서 한골씩 득점을 기록했다. 특히 중국과의 첫 경기에서는 공식 맨 오브 더 매치에 선정됐었다. 그러나 코스타리카는 터키와 1승 1무 1패 동률을 이뤘으나, 골득실차에 밀리면서 16강 진출에 실패하고 말았다.
2006년 FIFA 월드컵
4년 후 고메스는 2회 연속으로 월드컵에 출전했고, 폴란드와의 최종전에서 득점을 기록했다. 그러나 코스타리카는 바르토시 보사츠키에 연속골을 허용하면서 역전당했고, 대표팀은 3패라는 최악의 성적으로 짐을 싸야 했다.

## 경력
- 1993년 CONCACAF 골드컵 국가대표
- 1997년 코파 아메리카 국가대표
- 2000년 CONCACAF 골드컵 국가대표
- 2001년 코파 아메리카 국가대표
- 2002년 CONCACAF 골드컵 국가대표
- 2002년 FIFA 월드컵 국가대표
- 2004년 코파 아메리카 국가대표
- 2006년 FIFA 월드컵 국가대표

## 수상
코스타리카
- 1993년 CONCACAF 골드컵 3위
- 2002년 CONCACAF 골드컵 준우승

개인
- 2002년 FIFA 월드컵 조별리그 맨 오브 더 매치 (vs 중국)